# Luis Sabatel
Luis Sabatel, vollständiger Name Luis Alberto Sabatel, ist ein ehemaliger uruguayischer Fußballspieler.

## Karriere

### Verein
Sabatel spielte auf Vereinsebene mindestens 1946 und 1949 für die Rampla Juniors in der Primera División.

### Nationalmannschaft
Sabatel war Mitglied der A-Nationalmannschaft Uruguays, für die er zwischen dem 23. Januar 1946 und dem 8. Februar 1946 vier Länderspiele absolvierte. Ein Länderspieltor erzielte er nicht. Er gehörte dem Aufgebot Uruguays bei der Südamerikameisterschaft 1946 an.